# يوسف تواتي
يوسف تواتي (29 مارس 1989 - 16 مارس 2017) هو لاعب كرة قدم جزائري محترف لعب في خط وسط مهاجم.

## المسيرة الكروية

### فئة الشباب
ولد في سان دوني، حيث بدأ تواتي مسيرته الكروية في صفوف الناشئين في عدة أندية مختلفة: ES Paris و نادي النجم الأحمر ونادي سيدان ونادي باريس.  في عام 2005، في سن 16، التحق بأكاديمية أميان حيث مكث فيها مدة عامين. في عام 2007، عرض النادي على تواتي عقد تدريب محترف، ولكن بناءً على نصيحة وكيله، رفض الانضمام إلى نادي نادي فياريال الإسباني. ومع ذلك، لم يتمكن من التوقيع مع نادي فياريال لأن النادي لم يكن على استعداد للدفع لنادي أميان مقابل النقل. عاد تواتي أخيرًا إلى أميان بعد أربعة أشهر، لكن هذه المرة للتوقيع مع فريق المدينة الآخر، أميان إيه سي.

### باسي فالي أور
في بداية موسم 2008، وقع تواتي عقدًا مع نادي نادي باسي فالي أور من الدوري الفرنسي الدرجة الثالثة. ومع ذلك، ادعى Amiens AC أن اللاعب لا يزال متعاقدًا مع النادي، مما أجبره على الجلوس في الأشهر الأربعة الأولى من الموسم. توصلت الأندية أخيرًا إلى اتفاق في ديسمبر 2008 يسمح لتواتي بالظهور في باسي. خاض 18 مباراة مع النادي في موسم 2008-09، وسجل هدفاً واحداً.

### ديجون
في 6 يوليو 2009، وقع تواتي عقدًا لمدة ثلاث سنوات مع نادي ديجون من الدوري الفرنسي الدرجة الثانية. في 7 أغسطس 2009، ظهر لأول مرة مع النادي في مباراة بالدوري ضد نادي أنجيه.

### كان
في 9 سبتمبر 2010، أُعير تواتي إلى نادي نادي كان ممن الدوري الفرنسي الدرجة الثالثة حتى نهاية الموسم.

## المسيرة الدولية
في 14 سبتمبر 2009، تلقى تواتي إستدعاءه الأول للمنتخب الجزائري تحت 23 سنة لمعسكر تدريبي لمدة 10 أيام في مرسيليا. في 9 فبراير 2011، لعب أول مباراة له مع الفريق، بفوزه بنتيجة 3-2 على السنغال في مباراة ودية في سيدي موسى. لكن بعد المباراة، قال المدير الفني عز الدين أيت جودي إن تواتي سيُستبعد من الفريق بعد أن أظهر نقصا في الحافز.

## الوفاة
بعد وقوع حادث مروري في الطريق السريع A1 في 6 مارس 2017، أُعلن عن وفاة تواتي من قبل مصادر مختلفة، بما في ذلك أحد أنديه السابقة.   ومع ذلك، أعلنت عائلته في 9 مارس 2017 أنه نجا من الحادث، وبدلاً من ذلك دخل في غيبوبة عميقة وفقًا لبيان رسمي أصدرته عائلته. توفي تواتي في النهاية في 16 مارس. عن عمر 27 عاما.

## إحصائيات
آخر تحديث 30 أكتوبر 2015..
| النادي            | موسم            | الدوري           | الدوري    | الدوري  | فنجان   | فنجان   | كأس الدوري | كأس الدوري | مجموع   | مجموع   |
| النادي            | موسم            | قسم              | المباريات | الأهداف | تطبيقات | الأهداف | تطبيقات    | الأهداف    | تطبيقات | الأهداف |
| ----------------- | --------------- | ---------------- | --------- | ------- | ------- | ------- | ---------- | ---------- | ------- | ------- |
| باسي سور اوري     | 2008-09         | وطني             | 18        | 1       | 0       | 0       | 0          | 0          | 18      | 1       |
| ديجون             | 2009-10         | الدوري الفرنسي 2 | 9         | 1       | 1       | 0       | 2          | 0          | 12      | 1       |
| ديجون             | 2010-11         | الدوري الفرنسي 2 | 2         | 0       | 0       | 0       | 1          | 0          | 3       | 0       |
| كان (قرض)         | 2010-11         | وطني             | 14        | 1       | 1       | 0       | 0          | 0          | 15      | 1       |
| ريد ستار سان أوين | 2011-12         | وطني             | 25        | 2       | 2       | 0       | 0          | 0          | 27      | 2       |
| إستريس            | 2012-13         | الدوري الفرنسي 2 | 8         | 0       | 2       | 0       | 1          | 0          | 11      | 0       |
| جولات             | 2013-14         | الدوري الفرنسي 2 | 4         | 0       | 0       | 0       | 1          | 0          | 5       | 0       |
| ابينال            | 2014-15         | وطني             | 16        | 1       | 5       | 1       | 0          | 0          | 21      | 2       |
| شامبلي            | 2015–16         | وطني             | 10        | 1       | 0       | 0       | 0          | 0          | 10      | 1       |
| المجموع الوظيفي   | المجموع الوظيفي | المجموع الوظيفي  | 106       | 7       | 11      | 1       | 5          | 0          | 122     | 8       |

## روابط خارجية
- يوسف تواتي على موقع قاعدة بيانات كرة القدم.إي يو (الإنجليزية)
- يوسف تواتي على موقع ليكيب (الفرنسية)
- يوسف تواتي على موقع Soccerway.com (الإنجليزية)
- يوسف تواتي على موقع عالم كرة القدم.نت (الإنجليزية)